# Onthophagus brutus
Onthophagus brutus là một loài bọ cánh cứng trong họ Bọ hung (Scarabaeidae).